# Academia de Arte Frumoase din München

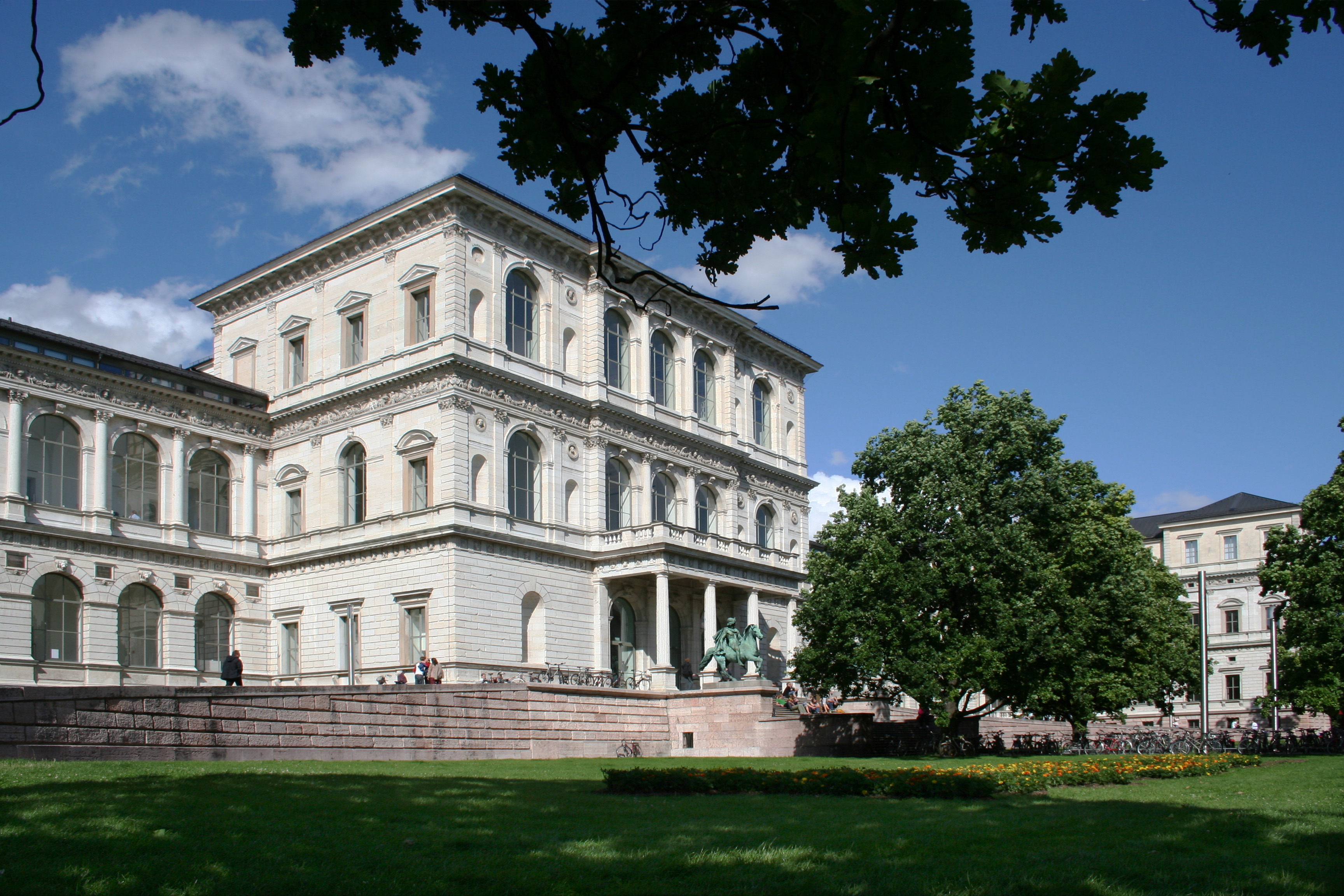
Academia de Arte Frumoase din München

Academia de Arte Frumoase din München (în germană Akademie der Bildenden Künste München) este una din cele mai vechi și mai importante academii de artă din Germania. A fost fondată la München în anul 1808 de Maximilian I Iosif de Bavaria sub denumirea de „Academia Regală de Arte Frumoase” (în germană Königliche Bayerische Akademie der Bildenden Künste).

## Listă de elevi și profesori
- Franz Ackermann (1984–1988)
- Alphonse Mucha
- Erwin Aichele
- Lawrence Alma-Tadema
- Henry Alexander
- Cuno Amiet (1886–1888)
- Hermann Anschütz
- Anton Ažbe (1884–1885)
- Octav Băncilă
- Vladimir Becić
- Ignat Bednarik
- Claus Bergen
- William Merritt Chase
- Albert Chmielowski
- Lovis Corinth (1880–1884)
- William Jacob Baer (1880–1884)
- Peter von Cornelius
- Menci Clement Crnčić
- Thomas Demand
- Frank Duveneck
- Lothar Fischer (1952–1958)
- Günther Förg
- Herbjørn Gausta
- Aleksander Gierymski (1846–1874)
- Maksymilian Gierymski (1850–1901)
- Louis Grell (1887-1960)
- Nicholaos Gysis (1842–1901)
- Hermann Helmer
- Hannah M. Penny
- Oskar Herman
- Friedrich Hohe (1802–1870)
- Jörg Immendorff (1984–1985)
- Wassily Kandinsky (1866–1944)
- Joseph Kosuth
- Miroslav Kraljević
- Alfred Kubin (1899)
- Paul Klee (1900)
- Wilhelm Leibl
- Franz von Lenbach
- Richard Lindner (1925–1927)
- Ștefan Luchian
- Mahirwan Mamtani (1935)
- Franz Marc (1900–1903)
- János Mattis-Teutsch
- Mato Celestin Medović (1890–1893)
- Vadim Meller
- Josef Moroder-Lusenberg (1876–1880)
- Otto Mueller
- Adolfo Müller-Ury (1881–82)
- Elisabet Ney (1981–1989)
- Charles Henry Niehaus (1855-1935)
- Markus Oehlen (2002-)
- Paul Ondrusch
- Ulrike Ottinger (born 1942)
- Eduardo Paolozzi (1981–1989)
- Bruno Paul
- Carl Theodor von Piloty
- Edward Henry Potthast
- Otto Quante (1875–1947)
- Josip Račić (1905–1908)
- Richard Riemerschmid (1888–1890)
- Franz Roubaud
- Anna May-Rychter (1864–1955)
- Karl Saltzmann (1896- )
- Sean Scully
- Walter Shirlaw
- Johann Gottfried Steffan
- Marianne Stokes (1855-1927)
- Franz von Stuck
- Nicolae Tonitza
- Axel Törneman (1880-1925)
- John Henry Twachtman
- Jacob Ungerer (1890–1920)
- Arthur Verona
- Lascăr Vorel
- Alexander von Wagner (1869–1910)
- Hans-Peter Zimmer
- Peter von Hess
- Hallgrímur Helgason (born 1959)